# Gouvets
 Gouvets  es una población y comuna francesa, en la región de Baja Normandía, departamento de Mancha, en el distrito de Saint-Lô y cantón de Tessy-sur-Vire.

## Demografía
| 489 | 426 | 389 | 301 | 304 | 265 |
| Para los censos de 1962 a 1999 la población legal corresponde a la población sin duplicidades (Fuente: INSEE [Consultar]) |     |     |     |     |     |